# Le Pin (Isère)
Le Pin korábbi község (település) Franciaországban, Isère megyében. 2017. január 1-jén Paladru községgel egyesült és Villages du Lac de Paladru új község része lett.
Lakosainak száma 1261 fő (2018. január 1.). Le Pin Valencogne, Virieu, Bilieu, Charavines, Oyeu és Paladru községekkel határos.

## Népesség
A település népességének változása:
| Lakosok száma | 553  | 475  | 636  | 850  | 974  | 1227 | 1246 | 1255 | 1251 | 1261 |
|               | 1968 | 1975 | 1982 | 1990 | 1999 | 2011 | 2013 | 2015 | 2017 | 2018 |